# Pertambatan
Pertambatan is een bestuurslaag in het regentschap Serdang Bedagai van de provincie Noord-Sumatra, Indonesië. Pertambatan telt 2685 inwoners (volkstelling 2010).